# 庄惟翔
庄惟翔（英語：Jeffrey Cheng，1982年12月11日—），出生於馬來西亞吉隆坡，是一名男演员，曾参与多部电视剧，同时也是本地主持人和模特儿。庄惟翔的演艺生涯从电视剧开始。

## 外部连结
- 庄惟翔的Facebook專頁
- 庄惟翔的Instagram帳戶
- 庄惟翔在豆瓣上的资料（简体中文）